# Comuna Mîkolaiivka, Stanîcino-Luhanske
Mîkolaiivka (în ucraineană Миколаївка) este o comună în raionul Stanîcino-Luhanske, regiunea Luhansk, Ucraina, formată din satele Burceak-Mîhailivka, Lobaceve, Mîkolaiivka (reședința) și Pionerske.

## Demografie
Componența lingvistică a comunei Mîkolaiivka
     Rusă (65,06%)
     Ucraineană (33,7%)
     Alte limbi (0,03%)
Conform recensământului din 2001, majoritatea populației comunei Mîkolaiivka era vorbitoare de rusă (65,06%), existând în minoritate și vorbitori de ucraineană (33,7%).